# 줄리어스 오나
줄리어스 오나(영어: Julius Onah, 1983년 2월 10일 ~ )는 나이지리아 태생의 미국 영화 감독이다. J. J. 에이브럼스 감독이 제작한 영화 《클로버필드 패러독스》(2017)를 연출했다.

## 작품 목록
- 더 걸 이즈 인 트러블 (2015)
- 클로버필드 패러독스 (2017)
- 루스 (2019)
- 캡틴 아메리카: 브레이브 뉴 월드 (2025)